# Loi de Coulomb (mécanique)
Pour les articles homonymes, voir Loi de Coulomb.

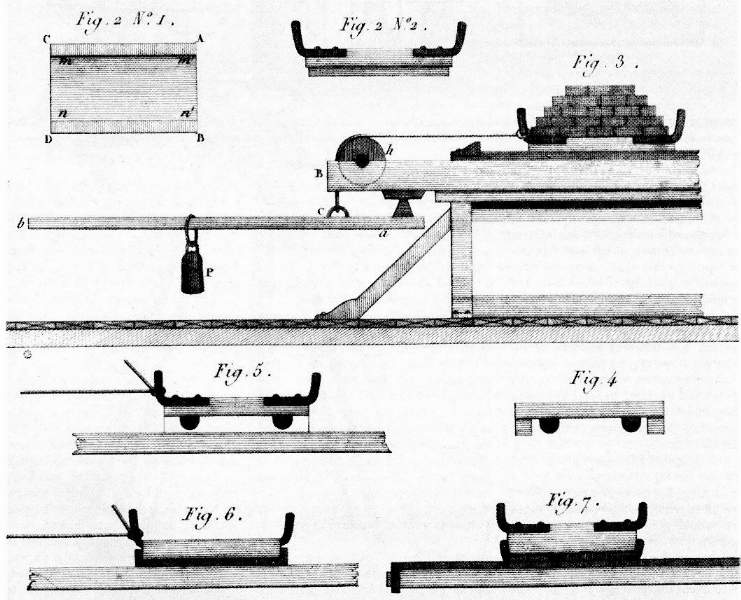
Chariot utilisé par Coulomb pour la mesure des forces de frottement.

La loi de Coulomb en mécanique, nommée en l'honneur de Charles de Coulomb, exprime sous une forme très simplifiée l'intensité des forces de frottements qui s'exercent entre deux solides.
Selon que ces solides glissent ou non l'un contre l'autre, on parle de glissement (frottement dynamique) ou d'adhérence (frottement statique). Dans les deux cas, les actions réciproques qui s'exercent entre ces solides comportent :
- une composante normale N qui les presse l'un contre l'autre,
- une composante tangentielle T qui s'oppose, ou tend à s'opposer, au glissement.

Il ne faut pas confondre l'adhérence avec l'adhésion, qui concerne le collage.

## Adhérence ou frottement statique
Tant que la composante tangentielle T n'atteint pas une certaine limite T0, le glissement ne se produit pas ; on est en situation d'adhérence. Néanmoins, les solides peuvent éventuellement rouler, à l'image d'une roue de bicyclette qui roule sans glisser sur le sol. Lorsque la limite est atteinte, le glissement se produit.
La loi de Coulomb détermine cette force limite To :
{\displaystyle \mathrm {T} _{0}=f_{0}\times \mathrm {N} }
où ƒ0 est le coefficient d'adhérence, ou coefficient de frottement statique, dont la valeur dépend avant tout des deux matériaux en présence et de l'état de leurs surfaces ; il est parfois noté μ0 (mu zéro).
Notons que T peut prendre des valeurs arbitraires, la loi de Coulomb ne permet de prédire que l'intensité à partir de laquelle se produit le glissement.

Animation présentant la condition géométrique de transition adhérence-glissement

D'un point de vue géométrique, il y a adhérence tant que la force de contact
{\displaystyle {\vec {\mathrm {R} }}={\vec {\mathrm {T} }}+{\vec {\mathrm {N} }}}
reste dans un cône de demi-angle au sommet φ0, appelé angle d'adhérence, défini par
φ0 = arctan(ƒ0) = arctan(μ0).
Ceci fournit un critère géométrique à la condition d'adhérence.

## Glissement ou frottement dynamique
Lorsque les solides glissent l'un contre l'autre, la composante tangentielle T est indépendante de la vitesse de glissement et déterminée par la loi de Coulomb :
{\displaystyle \mathrm {T} =f\times \mathrm {N} }
où ƒ, parfois noté μ (lettre grecque mu), est le coefficient de frottement dynamique ou de glissement, dont la valeur dépend, entre autres, des deux matériaux en présence et de l'état de leurs surfaces. D'un point de vue géométrique, cela signifie que la force de contact fait un angle φ constant avec la normale à la surface, ou encore que le vecteur force se trouve sur un cône de demi-angle au sommet φ et d'axe normal à la surface. Cet angle φ est appelé angle de frottement, et l'on a :
φ = arctan(ƒ) = arctan(μ).
On a dans la plupart des cas :
{\displaystyle f_{0}\geqslant f}, et donc {\displaystyle \mathrm {T} _{0}\geqslant \mathrm {T} }
c'est-à-dire que la force nécessaire pour entretenir le glissement est généralement inférieure à la force limite d'adhérence. Ceci explique que:
- lorsque l'on pousse une armoire, le plus difficile est de la mettre en mouvement (vaincre le frottement statique) ;
- lors d'un freinage en voiture, la distance de freinage est plus grande si l'on bloque les roues. En effet, dans le cas où la roue tourne, elle est localement à l'arrêt par rapport à la route et le coefficient de frottement à prendre en compte est le coefficient statique. Si la roue est bloquée, elle glisse par rapport à la route et le coefficient de frottement applicable est alors le coefficient dynamique qui est inférieur comme décrit ci-dessus. Les recherches actuelles montrent toutefois que cet avis doit être très fortement nuancé, (voir le wikilivre Tribologie » freins)
- lorsque l'on déplace une chaise en la traînant sur le sol, on entend un broutement. Au niveau du contact, on passe alternativement d'une phase d'adhérence à une phase de glissement.
- on peut créer des phénomènes d'hystérésis à partir de ce principe.

Pour les garnitures ou les plaquettes de freins, les disques d'embrayage, etc., on recherche au contraire des couples de matériaux dont le coefficient de frottement croît légèrement lorsque la vitesse de glissement augmente.

## Limites de la loi
La loi de Coulomb fournit un modèle simple pour décrire les phénomènes de glissement et d'adhérence mais dans la plupart des cas, il faut tenir compte de nombreux autres paramètres tels que le coefficient de glissement relatif entre les deux objets, ou encore la surface microscopique de contact pour obtenir un modèle acceptable.